# Camden (New Jersey)
Camden város az USA New Jersey államában. Lakosainak száma 71 791 fő (2020. április 1.).

## Népesség
A település népességének változása:

| 2010 | 77 344 |
| 2020 | 71 791 |